# Efter repetitionen
Efter repetitionen är en svensk film från 1984 med filmmanus och regi av Ingmar Bergman.

## Om filmen
Efter repetitionen bygger på en teaterberättelse (publicerad i novellform i boken Femte akten, 1994), som Bergman först började skriva i form av en fiktiv brevväxling mellan en äldre regissör och en ung skådespelerska. Då denna brevform började kännas torr och trist gjorde han om den till ett skådespel, som gjordes som TV-film för Sveriges Television i Filmhusets studio 1984. Filmen hade premiär i TV1 i Sveriges Television 9 april 1984 och biografpremiär på Filmfestivalen i Cannes i maj samma år.

### Handlingen
Historien i detta kammarspel utspelar sig på en teaterscen en sen eftermiddag efter en avslutad repetition av August Strindbergs skådespel Ett drömspel. Det är den tid på eftermiddagen som Bergman ofta brukade beskriva som "den mest magiska", då allt är tyst och lugnt och Bergman ofta brukade gå in och sätta sig i den tomma salongen för att kontemplera och finna en förening med "det fördolda" genom tid och rum. Den äldre teaterregissören Henrik Vogler – Bergmans alter ego, spelad av Erland Josephson – har slumrat till i salongen, då han vaknar av att den unga huvudrollsinnehavaren Anna Egerman – spelad av Lena Olin – låtsas leta efter något på scenen, men egentligen bara vill få tillfälle till ett privat samtal med regissören, som i yngre dagar också haft ett kortare förhållande med hennes mor och numera, sedan fem år, avliden skådespelerska, Rakel. Anna visar ett intresse för att också få en intimare relation med Henrik, men denne värjer sig, då han redan säger sig av erfarenheten veta precis hur en sådan affär skulle avlöpa – dessutom skulle han teoretiskt möjligtvis också kunna vara hennes far. I sitt yrvakna tillstånd upplever han atmosfären i rummet som nästan overkligt drömlik.
Filmen utgörs helt av detta samtal på teaterscenen om drömmar, erfarenheter, teaterminnen, analyser etc, och efterhand inräder också Rakel – spelad av Ingrid Thulin – i "levande gestalt" och blir en närvarande deltagare i samtalet. Liksom i Strindbergs skådespel flyter "dröm och verklighet" samman på ett konkret sätt. Anna tar upp frågan om hur Henrik skulle ställa sig till om hon skulle bli gravid och äventyra föreställningens framtid, varvid han svarar att ett barn naturligtvis måste ses som viktigare än en teaterproduktion.

### Verkliga paralleller
Intressant är att Bergman, liksom Henrik i filmen, också satte upp Ett drömspel fyra gånger. Den sista gången var ett par år senare, på Dramaten 1986 med just Lena Olin i huvudrollen som Indras dotter. Under repetitionsarbetet visade det sig att Lena Olin var gravid med sitt första barn och produktionen därför äventyrades i antalet föreställningar. Detta kom att bli det sista samarbetet mellan Bergman och Olin, som snart efter inledde sin internationella karriär i USA. Bergman hade tidigare ofta samarbetat också med Lena Olins far, Stig Olin, liksom med de båda andra skådespelarna. Detta är Lena Olins största filmsamarbete med Bergman.

### Komplikationer
Bergman beskriver i sin bok Bilder att arbetet med filmen kändes tungt och oinspirerat, men att han vid senare återblick upplevde den mer positivt. Erland Josephson var utarbetad sedan tidigare och hade problem att memorera alla textmassor. Själv hade Bergman något år tidigare avslutat det tunga jättearbetet med Fanny och Alexander, vilken han lovat skulle bli hans sista biograffilm. Dock hade producenten Jörn Donner tecknat avtal med ett antal internationella filmdistributörer, vilket gav dessa rätten att visa filmen såväl på TV som på biografer. Filmen lanserades därför utomlands som en biograffilm – även på Cannesfestivalen – vilket gjorde Bergman upprörd, då den inte varit avsedd för det mer anspråksfulla biografformatet och fick Bergmans uttalade löfte om att inte göra fler biograffilmer att framstå som otillförlitligt. Detta blev därför sista gången Bergman spelade in någon film med vanlig filmteknik – han gjorde senare ett flertal TV-produktioner med ren elektronisk TV-teknik – och det blev därför också det sista samarbetet med hans gamle vän och långvarige filmfotograf Sven Nykvist. Det var också det sista samarbetet med Ingrid Thulin. Liksom till Fanny och Alexander var Jörn Donner producent och Anna Asp gjorde scenografin.

## Medverkande
- Erland Josephson – Henrik Vogler, teaterregissör
- Ingrid Thulin – Rakel, skådespelerska
- Lena Olin – Anna Egerman, skådespelerska, 23 år
- Nadja Weiss – Anna, 12 år
- Bertil Guve – Henrik, 12 år